# Шэнсы
Шэнсы́ (кит. упр. 嵊泗, пиньинь Shèngsì) — уезд городского округа Чжоушань провинции Чжэцзян (КНР).

## История
Во времена первых централизованных империй острова управлялись структурами, ответственными за близлежащее побережье. Во времена империи Цзинь острова стали в IV веке базой для восстания под руководством Сунь Эня.
Впервые отдельная административная структура здесь появилась во времена империи Тан, когда в 738 году на архипелаге был образован уезд Вэншань (翁山县). В 777 году архипелаг был захвачен повстанцами под руководством Юань Чао, и уезд был расформирован.
Во времена империи Сун здесь в 1073 году вновь был создан отдельный уезд, получивший название Чанго (昌国县). После монгольского завоевания уезд был поднят в статусе, став областью Чанго (昌国州), но после свержения власти монголов и основания империи Мин область была в 1369 году понижена в статусе, вновь став уездом, а в 1387 году уезд был упразднён. В XVI веке архипелаг Чжоушань стал одной из главных баз пиратов-вокоу. 
После того, как Цинская империя присоединила Тайвань, на архипелаге Чжоушань в 1687 году был вновь образован уезд, получивший название Динхай (定海县). После Первой опиумной войны уезд Динхай был преобразован в Непосредственно управляемый комиссариат Динхай (定海直隶厅), подчинённый непосредственно губернатору провинции Чжэцзян. После Синьхайской революции в Китае была проведена реформа структуры административного деления, в ходе которой комиссариаты были упразднены, и в 1912 году комиссариат Динхай вновь стал уездом Динхай. 
В 1946 году северная часть архипелага была передана в состав провинции Цзянсу и была подчинена напрямую правительству провинции.
Во время гражданской войны в связи с продвижением войск коммунистов на юг в северной части архипелага, входящей в состав провинции Цзянсу, был образован уезд Шэнсы. В мае 1950 года гоминьдановские войска эвакуировались с архипелага Чжоушань, и он был занят войсками НОАК.
В составе КНР уезд Шэнсы стал Особым архипелажным районом Шэнсы (嵊泗列岛特区) Специального района Сунцзян (松江专区) провинции Цзянсу. В 1953 году в провинции Чжэцзян был образован Специальный район Чжоушань (舟山专区); Особый архипелажный район Шэнсы вновь стал уездом и был передан в состав нового Специального района.
В 1958 году четыре уезда на архипелаге были объединены в единый уезд Чжоушань (舟山县). В 1960 году Специальный район Чжоушань был упразднён, а уезд Чжоушань также перешёл в состав Специального района Нинбо. В ноябре 1960 года территория бывшего уезда Шэнсы была преобразована в коммуну и передана в состав Шанхая.
В 1962 году был воссоздан Специальный район Чжоушань, в состав которого вошли вновь созданные из расформированного уезда Чжоушань уезды Дацюй (大衢县), Динхай, Путо и Дайшань, а также возвращённый из-под юрисдикции Шанхая уезд Шэнсы. В 1964 году уезд Дацюй был расформирован, а его территория разделена между уездами Дайшань и Шэнсы.
В 1973 году Специальный район Чжоушань был переименован в Округ Чжоушань (舟山地区).
В 1987 году постановлением Госсовета КНР округ Чжоушань был преобразован в городской округ.

## Административное деление
Уезд делится на 3 посёлка и 4 волости.